# Горка (Себежский район)
Горка — деревня в Себежском районе Псковской области России. Входит в состав Красноармейской волости.

## География
Находится на региональной автодороге 58К-469, идущей от автомагистрали «Москва—Рига» (М-9), вблизи озера Езерище, деревень Ильичино и  Микулино.

## История
В 1941—1944 гг. местность находилась под фашистской оккупацией войсками Гитлеровской Германии.

## Население
| 2001 | 2002 | 2010 |
| ---- | ---- | ---- |
| 9    | ↘6   | ↘3   |

### Национальный состав
Согласно результатам переписи 2002 года, в национальной структуре населения русские составляли 100 % от общей численности в 6 чел..

## Инфраструктура
Личное подсобное хозяйство.
Основа экономики — сельское хозяйство.

## Транспорт
Деревня доступна автотранспортом.